# Xue Juan
Xue Juan, född 10 februari 1986, är en friidrottare från Kina. Hon deltog vid olympiska sommarspelen 2004.